# Scotch-Brite
Scotch-Brite (một số người dùng Việt Nam gọi là "Cót-Rai") là dòng sản phẩm chùi rửa, mài mòn được sản xuất bởi 3M. Dòng sản phẩm này gồm những miếng mút rửa và các dụng cụ gia đình dùng để rửa chén bát, cũng như các bề mặt khác nhau cho các vật liệu công nghiệp, như đĩa, dây đai và bàn xoay, với các thành phần và độ cứng khác nhau.

## Lịch sử
Loại sản phẩm này được ra đời từ những năm 1950 và tiếp tục phát triển trong thế kỷ 21.

## Thành phần và tính chất
Các miếng Scotch-Brite dược làm từ một loại polymer như cellulose, nylon hay sợi polypropylene. Sản phẩm còn sử dụng một số loại vật liệu làm tăng độ giòn và gây mài mòn như nhôm oxit (alumina), titan oxit và nhựa. Mặc dù trên cơ sở, các polymer có thể được xem là mềm mại lành tính, nhưng chế phẩm với các vật liệu khác sẽ giúp tăng cường khả năng mài mòn của chúng, đến mức một miếng Scotch-Brite hạng nặng (có chứa cả alumina và titan oxide) sẽ làm trầy xước kính.